# Kasper Bogucki
Kasper Bogucki herbu Krzywda – pułkownik wojsk koronnych, poseł wyszogrodzki na sejm grodzieński (1793). Podpułkownik 16 Regimentu Pieszego w czasie powstania kościuszkowskiego. Na sejmie grodzieńskim złożył akces do konfederacji grodzieńskiej z zastrzeżeniem o zachowaniu całości granic i wolności Rzeczypospolitej.